# مدارس دلتا
مدارس دلتا هي مدرسة خاصة تقع في الرياض، المملكة العربية السعودية. تأسست في عام 1999، تعمل المدرسة في حرم جامعي مساحته 25000 متر مربع يخدم من المدرسة الابتدائية إلى المدرسة الثانوية للذكور والإناث. المدرسة معتمدة من منظمة أدفانسد (advancED)، وهي أكبر مؤسسة تشرف على المناهج الدولية. بالإضافة إلى ذلك، حصلت المدرسة أيضًا على حاصلة على تصنيف امتياز فئة أ من وزارة التعليم في المملكة العربية السعودية على حسن الموازنة بين مناهج التعليم الدولي من جهة وتدريس اللغة العربية والدراسات الإسلامية من جهة أخرى مع الاحتفاظ بالقيم والثوابت الدينية والثقافية. نجحت مدارس الدلتا في دمج التعليم الإلكتروني في جميع المواد الدراسية للحفاظ على مستوى عالمي يلتزم بتطوير التعليم الحديث.

## نبذة

### الرؤية
«تحقيق التوازن المثالي بين المناهج الدولية الرائدة عالمياً وتعليم اللغة العربية والدراسات الإسلامية لتأسيس الطالب لمتابعة مسيرته التعليمية»

## برامج
تقوم المدرسة بتطبيق برامج جميع المراحل ابتداءاَ من الروضة والتمهيدي والابتدائي والمتوسط والثانوي.
تدريب الطلاب على اختبارات قياس وسات و كيمبريدج

## تجهيزات
مبنى المدرسة مجهز بتجهيزات تحقق تقديم أعلى درجات الخدمات التعليمية المتطورة والمراجع المتنوعة لمواكبة مستجدات التعليم الحديث من مختبرات ومكتبات وفصول إلكترونية وصالات رياضية.

## خدمات

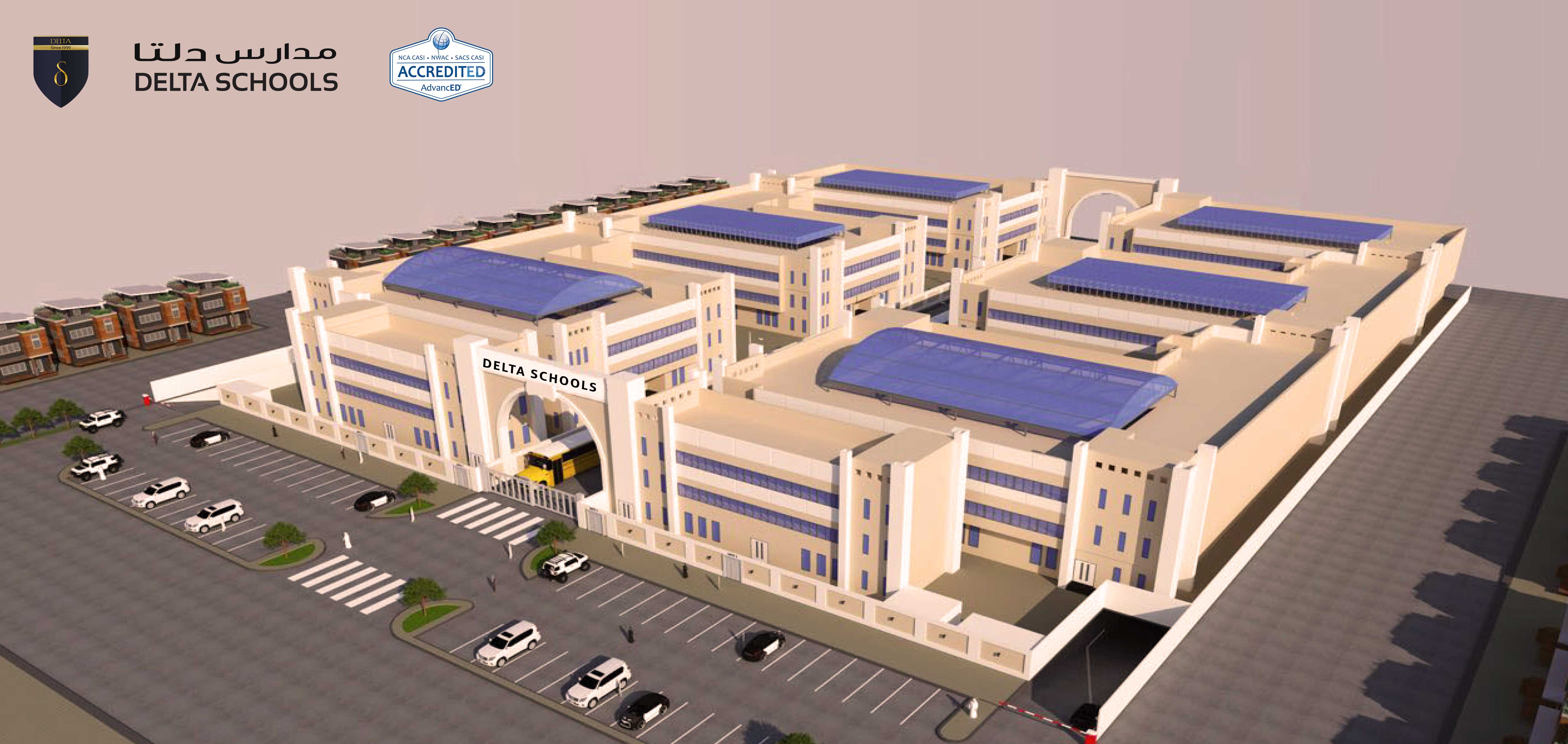
نموذج مصغر من مجمع مدارس دلتا بحي المروج

تقدم المجموعة أنشطة خارج المناهج الدراسية في مجموعة واسعة من الأنشطة الرياضية والفنية والأكاديمية، وتشمل اليوغا، الإيتيكيت، الإسعافات الأولية، التكنولوجيا والكمبيوتر والرياضة.

## المجمع الجديد
في عام 2018 أطلقت شركة دلتا للتعليم والتدريب مجمع مدارس دلتا بحي المروج بالرياض بتكلفة 200 مليون ريال وبطاقة استيعابية تصل إلى 5000 طالب وطالبة لتشمل جميع المراحل التعليمية للبنين والبنات وفق أعلى المعايير العالمية. تبلغ مساحة المجمع الجديد 25000 متر مربع .سوف يكون للحرم الجامعي طرق ومرافق سهلة الوصول مبنية وفقًا للمعايير الدولية للمباني المدرسية، بما في ذلك الفصول الدراسية والملاعب الرياضية والملاعب والمختبرات والمكتبات ومراكز الإعلام والمسرح.

## روابط خارجية
- http://www.delta.edu.sa